# Junonia rubrosuffusa
Junonia rubrosuffusa är en fjärilsart som beskrevs av William D. Field 1936. Junonia rubrosuffusa ingår i släktet Junonia och familjen praktfjärilar. Inga underarter finns listade i Catalogue of Life.